# Middle Age Crazy
Middle Age Crazy is een Amerikaanse-Canadese dramedy uit 1980 geregisseerd door John Trent. 

## Verhaal
Bobby Lee Burnett is getrouwd met Sue-Ann. Op zijn veertigste krijgt hij een midlifecrisis. Hij ondergaat een restyling, koopt een andere wagen en start een affaire met een andere vrouw. Sue-Ann tolereert dit alles voor korte tijd, maar beslist ook een nieuwe levenswijze aan te nemen.

## Rolverdeling
| Acteur            | Personage         |
| ----------------- | ----------------- |
| Bruce Dern        | Bobby Lee Burnett |
| Ann-Margret       | Sue Ann Burnett   |
| Graham Jarvis     | J.D.              |
| Deborah Wakeham   | Nancy Henerson    |
| Eric Christmas    | Tom Burnett       |
| Helen Hughes      | Ruth Burnett      |
| Geoffrey Bowes    | Greg              |
| Michael Kane      | Abe Titus         |
| Diane Dewey       | Wanda Jean        |
| Vivian Reis       | Becky             |
| Patricia Hamilton | Barbara Pickett   |
| Anni Lantuch      | Janet             |
| Gina Dick         | Linda McAllister  |
| Thomas Baird      | Porsche verkoper  |
| Norma Dell'Agnese |                   |
| Shirley Soloman   | verkoopster       |
| Elias Zarou       | Priester          |
| Michele Chiponski | Striptease        |
| Jack Mather       | Minister          |
| Jim Montgomery    | Nancy's vriend    |
| John Facenda      |                   |

## Nominaties
| Westrijd                     | Categorie                             | Ontvanger(s)      | Resultaat   | Ref.  |
| ---------------------------- | ------------------------------------- | ----------------- | ----------- | ----- |
| Golden Raspberry Awards 1980 | Slechtste regisseur                   | John Trent        | Genomineerd | [ 1 ] |
| Golden Raspberry Awards 1980 | Slechtste screenplay                  | Carl Kleinschmidt | Genomineerd | [ 1 ] |
| Genie Award                  | Best Performance by a Foreign Actress | Ann-Margret       | Genomineerd |       |
| Genie Award                  | Best Performance by a Foreign Actor   | Bruce Dern        | Genomineerd | [ 2 ] |
| Genie Award                  | Best Achievement in Costume Design    | Linda Matheson    | Genomineerd |       |
| Genie Award                  | Best Music Score                      | Matthew McCauley  | Genomineerd |       |